# Атюрьевский район
Атю́рьевский райо́н (мокш. Атерень аймак, эрз. Атюрьбуе) — административно-территориальная единица и муниципальное образование (муниципальный район) в составе Республики Мордовии Российской Федерации.
Административный центр — село Атюрьево.

## География
Атюрьевский район расположен на западе Республики Мордовия. Район граничит на севере с Темниковским, на востоке — с Краснослободским, на юго-западе — с Торбеевским, а на юго-востоке — с Ковылкинским районами Мордовии.
Восточная часть района расположена в лесостепях вторичной моренной равнины, западная — ландшафтах смешанных лесов водно-ледниковой низменности. Высшая точка находится у села Базарная Дубровка и составляет 187м над уровнем моря. Леса занимают площадь 9475 га и находятся в основном в северо-западной части района, в Морд. Козловском, Кишалинском, Стрельниковском и Аргинском сельских советах. В древостое преобладают сосна, ель, дуб, клён, липа, берёза, осина, ольха. В кустарниковом ярусе: можжевельник, волчье лыко, шиповник, рябина, калина, черемуха, лещина, жёлтая акация. Богаты леса лекарственными растениями (ландыш, подорожник, зверобой, мать-и-мачеха, медуница, шалфей, душица и др.). В лесах района растут все грибы, свойственные европейской части страны. Это — боровик, маслёнок, рыжик, опята, груздь, подосиновик и др. Из ягод следует отметить землянику, малину, лесную смородину, бруснику, ежевику.
Животный мир типичен для республики: барсук, белка, волк, заяц, кабан, куница, лиса, лось; из птиц — гусь, утка, журавль, снегирь, кукушка, дятел, соловей, ястреб и др. В укромных местах сохранились глухари, тетерева, рябчики, но их осталось мало.
Район занимает водораздельное пространство рек Мокши (восток) и Вада (запад), протекающих за пределами района. В пределах района небольшие реки — Явас, Ляча, Шуструй и несколько мелких речек.
На территории района распространены почвы следующих типов: дерново-подзолистые, серые лесные оподзоленные, чернозёмные, пойменные. Из полезных ископаемых — торф, глина, суглинки. В физико-географическом отношении район является частью Центральной Московской котловины (юго-восточная часть района) и представляет собой сравнительно сглаженную, слабо поднимающуюся с северо-восточном направлении площадку.

### Климат
Климат умеренно континентальный, характеризуется сравнительно холодной зимой и умеренно жарким летом. Средняя температура января -10 °C, июля +19 °C. Абсолютные минимумы до -43 °C, максимумы до +39 °C.

## История
Атюрьевский район в составе МАССР образован Постановлением Президиума ВЦИК 10 мая 1937 года. Образование Атюрьевского района способствовала развитию экономической, культурной жизни сёл и деревень района.

## Население
| 1970    | 1979    | 1989    | 2002    | 2005    | 2006    | 2007    |
| ------- | ------- | ------- | ------- | ------- | ------- | ------- |
| 22 316  | ↘18 984 | ↘15 106 | ↘12 151 | ↘11 435 | ↘11 137 | ↘10 867 |
| 2008    | 2009    | 2010    | 2011    | 2012    | 2013    | 2014    |
| ↘10 565 | ↘10 215 | ↗10 952 | ↘10 846 | ↘10 401 | ↘9970   | ↘9471   |
| 2015    | 2016    | 2017    | 2018    | 2019    | 2020    | 2021    |
| ↘9062   | ↘8674   | ↘8336   | ↘8045   | ↘7611   | ↘7458   | ↗9352   |

### Национальный состав
В районе проживают мокшане, русские и татары.

## Административное деление
В Атюрьевский район как административно-территориальную единицу входят 8 сельсоветов.
В муниципальный район, в рамках организации местного самоуправления, входят 8 муниципальных образований со статусом сельских поселений.
Сельсоветы одноимённы образованным в их границах сельским поселениям.
| № | Муниципальное образование               | Административный центр   | Количество населённых пунктов | Население (чел.) | Площадь (км²) |
| - | --------------------------------------- | ------------------------ | ----------------------------- | ---------------- | ------------- |
| 1 | Атюрьевское сельское поселение          | село Атюрьево            | 15                            | ↗5355            | 283.98        |
| 2 | Большешуструйское сельское поселение    | село Большой Шуструй     | 4                             | ↗384             | 57,43         |
| 3 | Кишалинское сельское поселение          | село Кишалы              | 2                             | ↗383             | 59,27         |
| 4 | Курташкинское сельское поселение        | село Курташки            | 6                             | ↗956             | 70,20         |
| 5 | Мордовско-Козловское сельское поселение | село Мордовская Козловка | 5                             | ↗644             | 73,28         |
| 6 | Новочадовское сельское поселение        | село Новочадово          | 8                             | ↗516             | 63,19         |
| 7 | Перевесьевское сельское поселение       | село Перевесье           | 3                             | ↗453             | 37,21         |
| 8 | Стрельниковское сельское поселение      | село Стрельниково        | 7                             | ↗661             | 143,74        |

Законом от 26 мая 2014 года, Вольно-Никольское сельское поселение и одноимённый ему сельсовет были упразднены, а входившие в их состав населённые пункты были включены в состав Курташкинского сельского поселения и сельсовета с административным центром в селе Курташки.
Законом от 17 мая 2018 года, Аргинское сельское поселение и одноимённый ему сельсовет были упразднены, а входившие в их состав населённые пункты были включены в состав Каменского сельского поселения и сельсовета с административным центром в селе Каменка.
Законом от 24 апреля 2019 года, Дмитриево-Усадское и Каменское сельские поселения и одноимённые им сельсоветы были упразднены, а входившие в их состав населённые пункты были включены в состав Атюрьевского сельского поселения и сельсовета с административным центром в селе Атюрьево.

### Населённые пункты
В Атюрьевском районе 50 населённых пунктов.
| №  | Населённый пункт    | Тип     | Население | Муниципальное образование               |
| -- | ------------------- | ------- | --------- | --------------------------------------- |
| 1  | Арга                | село    | ↘100      | Атюрьевское сельское поселение          |
| 2  | Атюрьево            | село    | ↘3920     | Атюрьевское сельское поселение          |
| 3  | Базарная Дубровка   | село    | ↘0        | Атюрьевское сельское поселение          |
| 4  | Барановка           | деревня | ↘179      | Атюрьевское сельское поселение          |
| 5  | Барашево            | деревня | ↘132      | Мордовско-Козловское сельское поселение |
| 6  | Большой Шуструй     | село    | ↘180      | Большешуструйское сельское поселение    |
| 7  | Булдыга             | село    | ↘1        | Курташкинское сельское поселение        |
| 8  | Верхний Пишляй      | село    | ↘64       | Стрельниковское сельское поселение      |
| 9  | Вольно-Никольское   | село    | ↘182      | Курташкинское сельское поселение        |
| 10 | Вярьвель            | деревня | ↘12       | Атюрьевское сельское поселение          |
| 11 | Гремячево           | деревня | ↘0        | Новочадовское сельское поселение        |
| 12 | Дмитриев Усад       | село    | ↘406      | Атюрьевское сельское поселение          |
| 13 | Духонькино          | деревня | ↘246      | Перевесьевское сельское поселение       |
| 14 | Зимовка             | посёлок | ↘0        | Атюрьевское сельское поселение          |
| 15 | Каменка             | село    | ↘318      | Атюрьевское сельское поселение          |
| 16 | Кишалы              | село    | ↘522      | Кишалинское сельское поселение          |
| 17 | Клопинка            | деревня | ↘145      | Стрельниковское сельское поселение      |
| 18 | Курташки            | село    | ↗748      | Курташкинское сельское поселение        |
| 19 | Кутырки             | деревня | ↘11       | Атюрьевское сельское поселение          |
| 20 | Лесной Бор          | деревня | ↘17       | Стрельниковское сельское поселение      |
| 21 | Липовка             | деревня | ↘20       | Мордовско-Козловское сельское поселение |
| 22 | Малый Шуструй       | деревня | →22       | Большешуструйское сельское поселение    |
| 23 | Мордовская Козловка | село    | ↘256      | Мордовско-Козловское сельское поселение |
| 24 | Мошково-Никольское  | село    | ↘3        | Новочадовское сельское поселение        |
| 25 | Нижний Пишляй       | село    | ↘38       | Стрельниковское сельское поселение      |
| 26 | Нижняя Богдановка   | деревня | ↘0        | Атюрьевское сельское поселение          |
| 27 | Новая Кярьга        | деревня | ↘118      | Новочадовское сельское поселение        |
| 28 | Новочадово          | село    | ↗395      | Новочадовское сельское поселение        |
| 29 | Оброчное            | село    | ↗185      | Курташкинское сельское поселение        |
| 30 | Озерки              | посёлок | ↘3        | Атюрьевское сельское поселение          |
| 31 | Павловка            | деревня | ↘6        | Новочадовское сельское поселение        |
| 32 | Перевесье           | деревня | →47       | Перевесьевское сельское поселение       |
| 33 | Перевесье           | село    | ↘212      | Перевесьевское сельское поселение       |
| 34 | Пичеполонга         | деревня | ↘293      | Стрельниковское сельское поселение      |
| 35 | Потьма              | деревня | ↗142      | Мордовско-Козловское сельское поселение |
| 36 | Русская Велязьма    | деревня | ↘287      | Атюрьевское сельское поселение          |
| 37 | Русская Козловка    | деревня | ↘9        | Курташкинское сельское поселение        |
| 38 | Русские Парки       | деревня | ↘7        | Новочадовское сельское поселение        |
| 39 | Рыжевка             | посёлок | →0        | Атюрьевское сельское поселение          |
| 40 | Сосновка            | деревня | ↘70       | Мордовско-Козловское сельское поселение |
| 41 | Старая Кярьга       | деревня | ↘13       | Новочадовское сельское поселение        |
| 42 | Степановка          | деревня | ↘28       | Кишалинское сельское поселение          |
| 43 | Стрельниково        | посёлок | ↘15       | Стрельниковское сельское поселение      |
| 44 | Стрельниково        | село    | ↘271      | Стрельниковское сельское поселение      |
| 45 | Татарская Велязьма  | деревня | ↗261      | Атюрьевское сельское поселение          |
| 46 | Татарское Тенишево  | деревня | ↗68       | Большешуструйское сельское поселение    |
| 47 | Уразовка            | деревня | ↘1        | Курташкинское сельское поселение        |
| 48 | Усть-Рахмановка     | село    | ↘224      | Большешуструйское сельское поселение    |
| 49 | Чудинка             | деревня | ↘171      | Атюрьевское сельское поселение          |
| 50 | Шайгуши             | деревня | ↘95       | Новочадовское сельское поселение        |

Упразднённые населённые пункты:
- 2007 год — деревни Лесная Аргинского сельсовета, Куриловка Новочадовского сельсовета, Сафаровка Большешуструйского сельсовета и село Шалы Аргинского сельсовета[24].

## Образование
В районе 12 средних, 10 неполных средних и 8 начальных школ, музыкальная школа, ДЮСШ, 15 детских садов. Медицинское обслуживание осуществляют 2 больницы и 29 медицинских пунктов. В районе 24 дома культуры и сельских клуба, 20 библиотек, кинотеатр. В райцентре Атюрьево (население — более 4700 человек) сегодня работают две средние школы, Дом творчества школьников, ДЮСШ, музыкальная школа, физкультурно-оздоровительный комплекс, Муниципальное бюджетное общеобразовательное учреждение «Атюрьевская СОШ №1»

## Экономика
Район сельскохозяйственный (аграрный). Основные направления — производство зерна, картофеля, молока, мяса, шерсти. Из общей площади 72 658 га под пашней занято 44 504 га. В районе 15 сельскохозяйственных производственных кооперативов на базе бывших 9 колхозов и 6 совхозов. С каждым годом увеличивается количество фермерских хозяйств.
Крупных промышленных предприятий на территории района нет. Действует Атюрьевский хозрасчётный строительный участок «Мордовгражданстрой», Атюрьевское РСУ «Ремстройжилбыт», два предприятия дорожного строительства, хозрасчётный строительный участок <Спецсельстрой>.

## Люди, связанные с районом
- Коновалов, Фёдор Федулович (1918, село Булдыга — 1980) — участник Великой Отечественной войны, Герой Советского Союза
- Махров, Алексей Григорьевич (1919, село Оброчное — 1979) — участник Великой Отечественной войны, Герой Советского Союза